# Needed Me
«Needed Me» es una canción grabada por la cantante y compositora barbadense Rihanna de su octavo álbum de estudio, Anti (2016). Fue escrito por Rihanna, Brittany Hazard, Charles Hinshaw y Derrus Rachel junto con su productor DJ Mustard y sus coproductores Twice as Nice y Frank Dukes. La canción fue enviada a las estaciones de radio urbanas el 30 de marzo de 2016, como un sencillo de seguimiento de Anti junto con "Kiss It Better". Después, Def Jam lanzó "Needed Me" para la radio principal. "Needed Me" es un mello dubstep con sabor a electro-R&B, que contiene un downtempo y producción suelta con sonidos sintéticos, y elementos de electro burbuja. La letra de la canción habla del rechazo romántico.
En los Estados Unidos, la canción alcanzó el puesto número siete en el Billboard Hot 100 convirtiéndose en el 29º top 10 de Rihanna en la lista, pasando16 semanas entre los diez primeros, y 42 semanas en total dentro del Billboard Hot 100 superando a su épico hit «We Found Love» siendo la canción con más semanas en dicho top. El vídeo musical de la canción fue dirigido por el productor de cine Harmony Korine y estrenado el 20 de abril de 2016. El vídeo está ambientado en Miami y representa a Rihanna con una pistola, montada en una moto, antes de asistir a un club de estriptis donde Ella mata a un hombre. El vídeo fue comparado con la película de Korine, Spring Breakers. Rihanna realizó "Needed Me" durante el Anti World Tour.

## Antecedentes
El 15 de septiembre de 2014, el productor estadounidense DJ Mustard confirmó que él y Rihanna habían colaborado en una canción para el álbum de estudio de la cantante, "Anti", "No hemos conseguido nuestro récord en el club todavía, pero tenemos una balada que realmente me gusta y que le gusta también". DJ Mustard trabajó en cincuenta canciones en un intento de que se incluyan en Anti, "Needed Me" fue una de las últimas canciones en las que trabajó. Hablando sobre el proceso de escritura y producción, Mustard declaró: "Estaba en el estudio y estaba como no quiero ir, no tengo ganas de ir, he hecho tantas canciones, no le va a gustar"... Al día siguiente me dijeron que le gustaba, era genial que tuviera un equipo (Twice as Nice) que me pudiera llevar y que lo hiciera porque si no fuera por ellos probablemente no habría ido. No habría habido 'Needed Me' ".
"Needed Me" fue escrita por Dijon McFarlane, Rihanna, Nick Audino, Lewis Hughes, Khaled Rohaim, Te Whiti Warbrick, Adam Feeney, Brittany "Starrah" Hazzard, Charles Hinshaw y Derrus Rachel. Fue producido por DJ Mustard con la coproducción hecha por Twice as Nice & Frank Dukes. "Needed Me" fue grabada en Westlake Recording Studios en Los Ángeles. La grabación vocal y la producción fue hecha por el productor Kuk Harrell, mientras que Blake Mares sirvió como asistente de grabación y producción. "Needed Me" fue mezclado por Manny Marroquin en Larrabee Studios en Universal City, California y fue asistido por Chris Galland y Ike Schultz. La canción fue dominada por Chris Gehringer en Sterling Sound Studios en Nueva York.

## Lanzamiento
El 29 de marzo, a través de su cuenta oficial de Twitter, la cantante confirmó que "Needed Me" junto a "Kiss It Better" serían lanzados como sencillos de seguimiento y fueron enviadas a las radios el 30 de marzo de 2016. Ella también reveló la carátula para ambos sencillos, el primero con un plano de la cara de Rihanna y el último con Rihanna vistiendo un par de pantalones vaqueros gigantes. Inicialmente fue enviado a las estaciones urbanas, después del éxito del sencillo, el ex-sello de Rihanna, Def Jam (con quien se separó en 2014), confirmó que estarían presionando "Needed Me" como sencillo oficial en la radio pop. El 31 de mayo de 2016, Rihanna lanzó cinco remixes oficiales para la canción: Remix de R3hab, Remix de Salva, Remix de W&W, Remix de ATTLAS y Cosmic Dawn Club Mix.

## Posicionamiento en listas

### Semanales
| País            | Lista                   | Mejor posición |
| --------------- | ----------------------- | -------------- |
| Alemania        | Official German Charts  | 57             |
| Australia       | ARIA Top 100 Singles    | 44             |
| Austria         | Ö3 Austria Top 40       | 71             |
| Bélgica (Fl)    | Ultratip                | 2              |
| Bélgica (Wl)    | Ultratip                | 11             |
| Canadá          | Canadian Hot 100        | 25             |
| Eslovaquia      | Singles Digitál Top 100 | 17             |
| España          | PROMUSICAE              | 79             |
| Estados Unidos  | Billboard Hot 100       | 7              |
| Estados Unidos  | Pop Songs               | 16             |
| Estados Unidos  | Dance Club Songs        | 1              |
| Estados Unidos  | Hot R&B/Hip-Hop Songs   | 1              |
| Estados Unidos  | Rhythmic Songs          | 1              |
| Francia         | SNEP                    | 94             |
| Hungría         | Single Top 40           | 31             |
| Irlanda         | IRMA                    | 47             |
| Italia          | FIMI                    | 46             |
| Nueva Zelanda   | NZ Top 40               | 14             |
| Países Bajos    | Single Top 100          | 42             |
| Portugal        | AFP                     | 21             |
| Reino Unido     | Official Charts Company | 38             |
| República Checa | Singles Digitál Top 100 | 29             |
| Suecia          | Sverigetopplistan       | 34             |
| Suiza           | Schweizer Hitparade     | 45             |

### Anuales
| País           | Lista (2016)                | Posición |
| -------------- | --------------------------- | -------- |
| Australia      | ARIA Top 100 Singles        | 96       |
| Canadá         | Canadian Hot 100            | 38       |
| Dinamarca      | Tracklisten                 | 96       |
| Estados Unidos | Billboard Hot 100           | 13       |
| Estados Unidos | Hot R&B/Hip-Hop Songs       | 4        |
| Estados Unidos | R&B/Hip-Hop Airplay         | 1        |
| Estados Unidos | R&B/Hip-Hop Digital Songs   | 5        |
| Estados Unidos | R&B Songs                   | 3        |
| Estados Unidos | R&B Digital Songs           | 3        |
| Estados Unidos | R&B Streaming Songs         | 3        |
| Estados Unidos | R&B/Hip-Hop Streaming Songs | 4        |
| Estados Unidos | Rhythmic Songs              | 2        |
| Estados Unidos | Hot Dance Club Songs        | 40       |
| Estados Unidos | Radio Songs                 | 21       |
| Nueva Zelanda  | NZ Top 40 Singles Chart     | 39       |
| Países Bajos   | Dutch Top 40                | 86       |
| Reino Unido    | UK Singles Chart            | 72       |
| Suiza          | Schweizer Hitparade         | 90       |

## Premios y nominaciones
| Año  | Ceremonia                | Trabajo     | Categoría                | Resultado |
| ---- | ------------------------ | ----------- | ------------------------ | --------- |
| 2017 | Grammy Awards            | «Needed Me» | Mejor interpretación R&B | Nominada  |
| 2017 | iHeartRadio Music Awards | «Needed Me» | Canción del año R&B      | Nominada  |

### Certificaciones
| País           | Organismo certificador | Certificación | Ventas certificadas | Ref.   |
| -------------- | ---------------------- | ------------- | ------------------- | ------ |
| Australia      | ARIA                   | Platino       | 70 000              | [ 50 ] |
| Brasil         | Pro-Música Brasil      | 2× Platino    | 160 000             | [ 51 ] |
| Canadá         | Music Canada           | 2× Platino    | 160 000             | [ 52 ] |
| Dinamarca      | IFPI — Dinamarca       | Oro           | 30 000              | [ 53 ] |
| Estados Unidos | RIAA                   | 5× Platino    | 5 000 000           | [ 54 ] |
| Francia        | SNEP                   | Oro           | 150 000             | [ 55 ] |
| Italia         | FIMI                   | Platino       | 50 000              | [ 56 ] |
| Nueva Zelanda  | RMNZ                   | Platino       | 30 000              | [ 57 ] |
| Portugal       | AFP                    | Platino       | 10 000              | [ 58 ] |
| Reino Unido    | BPI                    | Oro           | 400 000             | [ 59 ] |
| Suecia         | IFPI — Suecia          | 2× Platino    | 80 000              | [ 60 ] |